# Láb (település)
Láb (szlovákul Láb, németül Laab) község Szlovákiában, a Pozsonyi kerületben, a Malackai járásban.

## Fekvése
Malackától 10 km-re délre fekszik.

## Története
A régészeti leletek tanúsága szerint területén már a kőkorszakban éltek emberek. A 8. században korai szláv település állt ezen helyen, mely később a Nagymorva Birodalomhoz tartozott.
1206-ban II. András oklevelében említik először, melyben hűséges szolgálataiért elismeri a Hont-Pázmány nembeli Sándor itteni tulajdonjogát. A település kezdetben Detrekő várának uradalmához, később a stomfai uradalomhoz tartozott. 1333-ban egy családi viszály következtében a birtok nyugati részét a pozsonyi káptalan csütörtöki uradalmához csatolták, míg a keleti részből – ahol a templom is állt – Láb falu lett. Ettől kezdve beszélhetünk az önálló Láb faluról. Ekkor történik az első említés a falu templomáról is. A 16. században horvát családok telepedtek meg itt a török elől menekülve. Malmát 1738-ban, iskoláját 1756-ban említik. Lakói mezőgazdaságból, kézművességből, hímzésből éltek. A megtermelt árukat, főként zöldséget a bécsi piacon értékesítették. A falu népviselete a környéken az egyik legszebb.
Vályi András szerint „LÁB. Tót falu Posony Vármegy. földes Ura G. Pálfy Uraság, lakosai katolikusok, fekszik lapályos helyen, határja közép termékenységű, terem rozsot, zabot, és kendert, legelője meg lehetős, réttye jó, szőleje nints, erdeje sints, piatzozások Posonban.”
Fényes Elek szerint „Láb, tót falu, Pozsony vmegyében, ut. p. Stomfához északnyugotra 1 1/2 mfld. 1398 kath. 7 zsidó lak. Kath. paroch. templom. Határja homokos róna, seok kenderrel, halastóval, két vízimalommal. F. u. gr. Pálffy Leopold.”
A 19. században téglagyár, fűrészüzem működött a községben. A század végén lakói közül sokan kivándoroltak. A trianoni békeszerződésig Pozsony vármegye Malackai járásához tartozott.

## Népessége
| Év:            | 1994. | 2004.   | 2014.    | 2024.    |
| -------------- | ----- | ------- | -------- | -------- |
| Emberek száma: | 1367  | 1387    | 1595     | 2207     |
| Eltérés:       |       | +1,46 % | +14,99 % | +38,36 % |

| Év:            | 2023. | 2024.   |
| -------------- | ----- | ------- |
| Emberek száma: | 2172  | 2207    |
| Eltérés:       |       | +1,61 % |

1910-ben 1579, túlnyomóan szlovák lakosa volt.
2011-ben 1447 lakosából 1391 szlovák.

## Nevezetességei
- A Mindenszentek tiszteletére szentelt római katolikus temploma 1561-ben épült reneszánsz stílusban. 1722 és 1728 között átépítették és bővítették. Tornya 2014. szeptember 2-án leomlott.[6][7]
- A Szent Vendel kápolna 1755-ben épült barokk stílusban.
- Nepomuki Szent János szobra 1732-ben készült.

## Híres emberek
- Itt született 1915. március 17-én Mária Kišonová-Hubová szlovák opera-énekesnő.

## Külső hivatkozások
- Hivatalos oldal
- Községinfó
- Láb Szlovákia térképén
- Travelatlas.sk
- E-obce.sk[halott link]